# Universo Arrow
O Arrowverso (em inglês, Arrowverse) ou simplesmente Universo Arrow é uma franquia de mídia estadunidense e um universo compartilhado que é centrado em várias séries de televisão interconectadas transmitidas principalmente na The CW e as webséries transmitidas pela The CW Seed, desenvolvido por Greg Berlanti, Marc Guggenheim, Andrew Kreisberg, Geoff Johns, Ali Adler, Phil Klemmer, Salim Akil e Caroline Dries com base em personagens que aparecem nas publicações da DC Comics. O universo compartilhado, muito parecido com o Universo DC e o Multiverso DC nos quadrinhos, foi estabelecido cruzando elementos comuns da trama, cenários, elenco e personagens que abrangem seis séries de televisão live-action e duas séries animadas.
A franquia começou em Arrow, baseado no personagem Arqueiro Verde, que estreou em 10 de outubro de 2012. Seguiu-se em The Flash em 2014, e na websérie animada Vixen em 2015. Matt Ryan reprisou seu papel como John Constantine da série em live-action Constantine do canal NBC de 2014 em aparições como convidado em episódio de Arrow e Legends of Tomorrow, antes de se tornar um personagem regular, na última, além de continuar as histórias da série anterior. A franquia foi expandida ainda mais em 2016, quando em janeiro de naquele ano, uma nova série intitulada Legends of Tomorrow foi lançada, estrelando personagens que originalmente apareceram em Arrow e The Flash. Mais tarde naquele ano, a série Supergirl da CBS, já tendo um crossover com The Flash, foi transferida para a The CW para sua segunda temporada, onde permaneceu desde então. Uma segunda websérie animada, Freedom Fighters: The Ray, foi lançada em 2017, seguida por Ray Terrill / The Ray, que faria uma aparição live-action durante o evento crossover daquele ano, "Crise na Terra-X". Além das séries live-actions e das webséries animadas, a franquia gerou três webséries live-action na web Blood Rush, Chronicles of Cisco e The Flash: Stretched Scenes foram lançadas em 2013, 2016 e 2017, respectivamente. Uma outra série, Black Lightning, estreou em 2018, e Batwoman, estreou em 2019. Desde 2014, tem ocorrido um evento anual de crossover envolvendo muitas das séries live-action do Arrowverso.
Os crossovers de 2018 e 2019, "Elseworlds" e "Crisis on Infinite Earths", respectivamente, viram várias séries de televisão e filmes da DC serem retroativamente adicionados ao multiverso da franquia. "Crisis on Infinite Earths" também reiniciou o multiverso, que viu Supergirl se juntar a uma nova terra fictícia junto com a série Black Lightning, que estava separada até então. A franquia tem sido um sucesso, criando um grande fandom ao redor do mundo e tem recebido críticas positivas, onde os críticos elogiam os temas, atuações, sequências de ação, direção e desenvolvimento dos personagens.

## Desenvolvimento
Em janeiro de 2012, The CW encomendou um piloto para Arrow, centrada em torno do personagem Arqueiro Verde e desenvolvido por Andrew Kreisberg, Greg Berlanti e Marc Guggenheim. Stephen Amell foi escalado para o papel principal. Ao desenvolver a série, Guggenheim expressou que a equipe criativa queria "traçar [seu] próprio curso, [seu] próprio destino", e evitar quaisquer ligações diretas com Smallville, que contou com o seu próprio Arqueiro Verde (Justin Hartley). Em julho de 2013, foi anunciado que Berlanti, Kreisberg, e Geoff Johns estariam criando uma série de televisão spinn-off baseado no Flash. O personagem, interpretado pelo ator Grant Gustin, foi definido para aparecer em três episódios da segunda temporada de Arrow, com o terceiro episódio servindo como plano de fundo para o piloto da nova série, embora um piloto tradicional foi finalmente encomendado de vez.
Em novembro de 2014, Berlanti expressou interesse na série, da CBS, Supergirl existir em um mesmo universo que Arrow e The Flash, e em janeiro de 2015, o presidente da The CW Mark Pedowitz revelou que ele estava aberto a um crossover entre as séries e os canais. Entretanto, a presidente da CBS Nina Tassler declarou que a respeito que, "esses dois shows estão em canais diferentes. Então eu acho que vamos manter Supergirl para nós mesmos por algum tempo." Em agosto de 2015, Tassler revelou que enquanto não houvesse planos no momento para fazer histórias crossovers, as três séries teriam crossover promocionais.
Em janeiro de 2015, o CW anunciou que uma websérie animada estrelando a heroína da DC Vixen estaria estreando no CW Seed no final de 2015 e estaria no no mesmo universo de Arrow e The Flash. Amell e Gustin reprisam seus papéis na série, e a personagem de Vixen é esperada para aparecer em The Flash e/ou em Arrow. No mês seguinte, foi informado que outra série spin-off, descrita como um show de uma equipe de super heróis, estava sendo discutida pelo The CW para ser lançado na midseason de 2015-16. Berlanti, Kreisberg, Guggenheim, e Sarah Schechter seriam os possíveis produtores executivos da série, que seria encabeçada por vários personagens recorrentes, tanto de Arrow e The Flash. Em maio, o CW oficialmente confirmou que a estreia de Legends of Tomorrow para janeiro de 2016. Pedowitz depois declarou, "Não há intenção, neste momento, de criar qualquer outro spin-off" para adicionar ao universo, embora mais tarde Vixen foi renovada para uma segunda temporada ele disse "Felizmente, esse personagem consegue atualmente se virar sozinha, se não, talvez se juntar como uma das Lendas" em Legends of Tomorrow. Em outubro, o showrunner adicional de Arrow Wendy Mericle revelou que os produtores começaram a ter alguém rastrear todas as personagens e enredos utilizados por cada série, a fim de se certificar que tudo se alinha, embora o produtor executivo de The Flash, Aaron Helbing observou em abril de 2016, que "às vezes os horários não se alinham exatamente... e aquela coisa está fora de nosso controle", como quando o Flash é mostrado usando suas habilidades em Arrow desse mês, apesar de não tê-los na mesma semana em The Flash.
Em janeiro de 2016, o sucessor de Tassler, Glenn Geller, disse: "Tenho que ter muito cuidado com o que digo aqui" em relação a um potencial crossover de Supergirl/Universo Arrow, então "Observe e aguarde e veja o que acontece." No mês seguinte, foi anunciado que Gustin apareceria em Supergirl, no episódio "Worlds Finest". Berlanti e Kreisberg, também produtores executivos de Supergirl, agradeceu "aos fãs e jornalistas que se mativeram pedindo para que isso aconteça. É nosso prazer e esperança criar um episódio digno a todos os entusiasmados e colaboradores." Em "Worlds Finest", Supergirl é estabelecida como sendo um universo alternativo onde Flash ajuda Kara a lutar contra Banshee Prateada e Curto-Circuito em troca de sua ajuda para retornar para casa. Os eventos do episódio cruzar com os eventos do décimo oitavo episódio de The Flash, da segunda temporada, "Versus Zoom". O crossover exigiu "muito mais truques logísticos" que os crossovers anuais do Universo Arrow, devido a Gustin estar filmando The Flash em Vancouver ao lado de Arrow e Legends of Tomorrow, enquanto Supergirl era produzido em Los Angeles. Os produtores escolheram usar o Flash como o personagem do crossover devido sua habilidade de viajar entre várias Terras, e porque era "um pouco mais divertido, a princípio, trazer o veterano daquele programa para a química de um novo programa." Berlanti declarou que "em um mundo perfeito", o crossover estrelaria tanto Gustin como o Arqueiro Verde de Amell, "mas logisticamente isso seria um pesadelo para tentar fazer os dois shows. Tivemos que facilitar um." Gustin estava otimista de que o crossover em 2016 permitiria outro crossover no ano seguinte com o restante dos shows do Universo Arrow. Em maio, foi anunciado que Supergirl iria mudar da CBS para The CW para sua segunda temporada, e que a produção mudaria de Los Angeles para Vancouver, onde as séries do Universo Arrow da The CW são filmadas. A segunda temporada estreou em 10 de outubro de 2016. Também foi anunciado que Supergirl apareceria nos episódios crossover de Arrow, The Flash, e Legends of Tomorrow durante a temporada 2016–17, embora Guggenheim tenha advertido que "ela vai aparecer, mas não vamos fazer um crossover completo de Supergirl". Kreisberg também confirmou que, apesar da série se mudar para a The CW, o universo da personagem-título não seria integrado à Terra-1, o universo principal de Arrow, The Flash e Legends of Tomorrow, e continuaria existindo em um universo paralelo. A Terra da série de Supergirl é a Terra-38 no multiverso do Universo Arrow, e tem sido informalmente chamada de "Terra-CBS" por Guggenheim, nome para a emissora a qual Supergirl era inicialmente transmitida. Em agosto, a The CW anunciou a websérie animada Freedom Fighters: The Ray para CW Seed, com a intenção do ator escalado como Raymond "Ray" Terrill aparecer em uma série live-action, bem parecido com Mari McCabe / Vixen.
Em maio de 2017, The CW encomendou a série Black Lightning. A série estava anteriormente em desenvolvimento na Fox, ponto em que Berlanti afirmou que Black Lightning não cruzaria com suas outras propriedades de televisão da DC Comics na The CW, nem existiria no Universo Arrow. Com a mudança para a The CW, Pedowitz disse que a série "neste momento, não faz parte do Universo Arrow. É uma série separada." Os showrunners Salim Akil esclareceram posteriormente que não estavam descartando eventuais crossovers, mas queriam estabelecer a série e seu próprio mundo primeiro.
Em julho de 2018, foi revelado que a CW estava desenvolvendo um roteiro para uma potencial série centrada na Batwoman, com a inteção de ser lançada depois da personagem estrear no evento crossover no final de 2018. A série, se escolhida, seria escrita por Caroline Dries com a intenção de ir ao ar em 2019. Em agosto, Ruby Rose foi escalada como Kate Kane / Batwoman. Em dezembro, foi anunciado que "Crisis on Infinite Earths" seria o quinto crossover anual, seguindo o crossover "Elseworlds". Mais detalhes explicaram que "Crisis" seria executado por cinco horas, sendo o crossover mais longo do Universo Arrow, e que as cinco partes não seriam transmitidas em noites consecutivas, como nos crossovers anteriores. Ao invés disso, três episódios seriam lançados em dezembro de 2019 e dois em janeiro de 2020. Também incluiriam Batwoman e Legends, que não fez parte do crossover "Elseworlds".
Em janeiro de 2019, Batwoman teve seu piloto encomendado pela CW. Em 31 de janeiro de 2019, as quatro séries em andamento, no The CW, tiveram confirmadas as temporadas seguintes para a temporada de 2019-20 da televisão, em 31 de janeiro de 2019. Em 6 de março de 2019, foi anunciado que a oitava temporada de Arrow seria a última temporada da série, com duração de dez episódios. Em 7 de maio, The CW encomendou a série Batwoman. Discutindo um possível crossover de Black Lightning com o Universo Arrow em julho de 2019, Cress Williams revelou que "houve muita conversa [...] nada oficial, mas, neste momento, eu não ficaria surpreso." Duas semanas depois em agosto, Williams confirmou as notícias que personagens de Black Lightning iriam aparecer em "Crisis on Infinite Earths". Ainda em agosto, foi relatado que outro spin-off sem título estava a caminho. Em setembro de 2019, foi relatado que a The CW estava desenvolvendo uma série de spin-off liderada por mulheres, com Katherine McNamara, Katie Cassidy e Juliana Harkavy como protagonistas. No mês seguinte, Marc Guggenheim divulgou uma imagem indicando Green Arrow and the Canaries como um nome potencial para o show. No mesmo mês, uma série spin-off Superman & Lois entrou em desenvolvimento com Tyler Hoechlin e Elizabeth Tulloch reprisando seus papéis como Clark Kent / Superman e Lois Lane de Supergirl.
Em janeiro de 2020, as cinco séries em andamento na The CW (The Flash, Supergirl, Legends of Tomorrow, Batwoman, e Black Lightning) foram confirmadas para mais temporadas, para a temporada de 2020-21 da televisão. Superman & Lois foi também encomendada uma série. No final de "Crisis on Infinite Earths", uma nova Terra-Prime foi formada, que viu a Terra de Black Lightning se fundir com a antiga Terra-1 e Terra-38, criando um universo ficcional onde todas as séries da The CW existem juntas.

### Nome
Em agosto de 2015, em um vídeo sobre a produção da primeira temporada de Vixen, Guggenheim se referiu ao universo compartilhado da série como "Arrowverse", (em português, "Universo Arrow"). Kreisberg confirmou que este foi o nome que os produtores usaram para ele. O universo também foi referido pela mídia como "Flarrowverse" (em português, "Universo Flarrow (Flash/Arrow)"), "Berlanti-verse" e "DCTV-verse".
Em setembro de 2020, The CW lançou um trailer de várias séries que iriam ao ar na rede em 2021, que apresentava o nome "The CWverse" nele. Muitos meios de comunicação sentiram que a mudança foi devido ao fim de Arrow e o personagem não fazer mais parte do universo compartilhado. No entanto, Matt Webb Mitovich da TVLine sentiu que, com a inclusão de Stargirl no trailer, que existe em uma terra paralela ao Universo Arrow, o nome foi talvez uma forma de discutir todas as séries de super-heróis veiculadas na rede na época. Mitovich também apontou que o termo havia sido usado um ano antes em um trailer semelhante, que apresentava as série do Universo Arrow mais Black Lightning, que não fazia parte do universo naquela época. Jake Abbate, do SuperHeroHype, também se referiu ao nome como englobando o "bloco de programação" dos programas de super-heróis na rede. Daniel Gillespie da Screen Rant sentiu que se esta fosse a tentativa da The CW de mudar o nome do Universo Arrow, que os fãs e a mídia não "começariam repentinamente" a usar o nome e se a The CW continuasse usando o termo, poderia "levar a uma situação em o universo é denominado uma coisa oficialmente, mas outra inteiramente diferente pela maioria das pessoas que o assistem".

## Séries de televisão
| Série               | Temporada | Temporada | Episódios | Início da Temporada    | Final da Temporada    | Showrunner(s)                                                | Status  |
| ------------------- | --------- | --------- | --------- | ---------------------- | --------------------- | ------------------------------------------------------------ | ------- |
| Arrow               |           | 1         | 23        | 10 de outubro de 2012  | 15 de maio de 2013    | Greg Berlanti, Andrew Kreisberg e Marc Guggenheim            | Lançada |
| Arrow               |           | 2         | 23        | 9 de outubro de 2013   | 14 de maio de 2014    | Greg Berlanti, Andrew Kreisberg e Marc Guggenheim            | Lançada |
| Arrow               |           | 3         | 23        | 8 de outubro de 2014   | 13 de maio de 2015    | Marc Guggenheim                                              | Lançada |
| Arrow               |           | 4         | 23        | 7 de outubro de 2015   | 25 de maio de 2016    | Wendy Mericle e Marc Guggenheim                              | Lançada |
| Arrow               |           | 5         | 23        | 5 de outubro de 2016   | 24 de maio de 2017    | Wendy Mericle e Marc Guggenheim                              | Lançada |
| Arrow               |           | 6         | 23        | 12 de outubro de 2017  | 17 de maio de 2018    | Wendy Mericle e Marc Guggenheim                              | Lançada |
| Arrow               |           | 7         | 22        | 15 de outubro de 2018  | 13 de maio de 2019    | Beth Schwartz                                                | Lançada |
| Arrow               |           | 8         | 10        | 15 de outubro de 2019  | 28 de janeiro de 2020 | Marc Guggenheim e Beth Schwartz                              | Lançada |
| The Flash           |           | 1         | 23        | 7 de outubro de 2014   | 19 de maio de 2015    | Andrew Kreisberg                                             | Lançada |
| The Flash           |           | 2         | 23        | 6 de outubro de 2015   | 24 de maio de 2016    | Andrew Kreisberg, Gabrielle Stanton, e Aaron e Todd Helbing  | Lançada |
| The Flash           |           | 3         | 23        | 4 de outubro de 2016   | 23 de maio de 2017    | Todd e Aaron Helbing, e Andrew Kreisberg                     | Lançada |
| The Flash           |           | 4         | 23        | 10 de outubro de 2017  | 22 de maio de 2018    | Andrew Kreisberg                                             | Lançada |
| The Flash           |           | 5         | 22        | 9 de outubro de 2018   | 14 de maio de 2019    | Todd Helbing                                                 | Lançada |
| The Flash           |           | 6         | 19        | 8 de outubro de 2019   | 12 de maio de 2020    | Eric Wallace                                                 | Lançada |
| The Flash           |           | 7         | 18        | 2 de março de 2021     | 20 de julho de 2021   | Eric Wallace                                                 | Lançada |
| The Flash           |           | 8         | 20        | 16 de novembro de 2021 | 29 de junho de 2022   | Eric Wallace                                                 | Lançada |
| The Flash           |           | 9         | 13        | 8 de fevereiro de 2023 | 24 de maio de 2023    | Eric Wallace                                                 | Lançada |
| Supergirl           |           | 1         | 20        | 26 de outubro de 2015  | 18 de abril de 2016   | Greg Berlanti, Ali Adler, Sarah Schechter e Andrew Kreisberg | Lançada |
| Supergirl           |           | 2         | 22        | 10 de outubro de 2016  | 22 de maio de 2017    | Greg Berlanti, Ali Adler, Sarah Schechter e Andrew Kreisberg | Lançada |
| Supergirl           |           | 3         | 23        | 9 de outubro de 2017   | 18 de junho de 2018   | Andrew Kreisberg, Jessica Queller e Robert Rovner            | Lançada |
| Supergirl           |           | 4         | 22        | 14 de outubro de 2018  | 19 de maio de 2019    | Jessica Queller e Robert Rovner                              | Lançada |
| Supergirl           |           | 5         | 19        | 6 de outubro de 2019   | 17 de maio de 2020    | Jessica Queller e Robert Rovner                              | Lançada |
| Supergirl           |           | 6         | 20        | 30 de março de 2021    | 29 de junho de 2022   | Jessica Queller e Robert Rovner                              | Lançada |
| Legends of Tomorrow |           | 1         | 16        | 21 de janeiro de 2016  | 19 de maio de 2016    | Phil Klemmer e Chris Fedak                                   | Lançada |
| Legends of Tomorrow |           | 2         | 17        | 13 de outubro de 2016  | 4 de abril de 2017    | Phil Klemmer e Chris Fedak                                   | Lançada |
| Legends of Tomorrow |           | 3         | 18        | 10 de outubro de 2017  | 9 de abril de 2018    | Phil Klemmer e Marc Guggenheim                               | Lançada |
| Legends of Tomorrow |           | 4         | 16        | 22 de outubro de 2018  | 20 de maio de 2019    | Phil Klemmer e Keto Shimizu                                  | Lançada |
| Legends of Tomorrow |           | 5         | 14 (+1)   | 21 de janeiro de 2020  | 2 de junho de 2020    | Phil Klemmer e Keto Shimizu                                  | Lançada |
| Legends of Tomorrow |           | 6         | 15        | 2 de maio de 2021      | 5 de setembro de 2021 | Phil Klemmer e Keto Shimizu                                  | Lançada |
| Legends of Tomorrow |           | 7         | 13        | 13 de outubro de 2021  | 2 de março de 2022    | Phil Klemmer e Keto Shimizu                                  | Lançada |
| Black Lightning     |           | 1         | 13        | 16 de janeiro de 2018  | 17 de maio de 2018    | Salim Akil                                                   | Lançada |
| Black Lightning     |           | 2         | 16        | 9 de outubro de 2018   | 18 de março de 2019   | Salim Akil                                                   | Lançada |
| Black Lightning     |           | 3         | 16        | 7 de outubro de 2019   | 9 de março de 2020    | Salim Akil                                                   | Lançada |
| Black Lightning     |           | 4         | 13        | 8 de fevereiro de 2021 | 24 de maio de 2021    | Salim Akil                                                   | Lançada |
| Batwoman            |           | 1         | 20        | 6 de outubro de 2019   | 17 de maio de 2020    | Caroline Dries                                               | Lançada |
| Batwoman            |           | 2         | 18        | 17 de janeiro de 2021  | 27 de junho de 2021   | Caroline Dries                                               | Lançada |
| Batwoman            |           | 3         | 13        | 13 de outubro de 2021  | 2 de março de 2022    | Caroline Dries                                               | Lançada |

### Arrow(2012–2020)
O playboy bilionário Oliver Queen retorna para casa depois de ficar preso em uma ilha deserta por cinco anos. Após seu retorno à Starling City, Oliver reacende seus relacionamentos e passa suas noites caçando criminosos ricos como um vigilante encapuzado.

### The Flash(2014–2023)
Depois de testemunhar o assassinato sobrenatural de sua mãe, Barry Allen é levado pelo detetive Joe West e sua filha, Iris. Barry se torna um brilhante, mas socialmente desajeitado, investigador forense do Departamento de Polícia de Central City. Um mau funcionamento do acelerador de partículas, banhando centro da cidade com uma radiação durante uma tempestade, e Barry é atingido por um raio. Despertando depois de um coma, ele descobre que pode se mover em velocidades sobre-humanas. Barry promete usar seus dons para proteger Central City. Como o Flash, Barry também persegue o assassino de sua mãe, o Flash Reverso.

### Supergirl(2015–2021)
Kara Zor-El foi mandada para a Terra, de Krypton, com 13 anos de idade, pelos seus pais, Zor-El e Alura. Krypton estava explodindo, e os pais de Kara a mandaram em uma nave espacial para a Terra após seu primo. Kara foi mandada para proteger seu primo, Kal-El, mas sua nave colidiu e foi parar na Zona Fantasma, onde permaneceu por 24 anos. No tempo que a nave aterrissou na Terra, Kal-El já havia crescido e se tornado o Superman. A série começa onze anos após, onde agora Kara possui 24 anos e está aprendendo a abraçar seus poderes e adotou a alcunha super heroica de "Supergirl".

### Legends of Tomorrow(2016–2022)
Rip Hunter (Arthur Darvill) viaja de volta no tempo para os dias de hoje, onde ele reúne uma equipe de heróis e vilões em uma tentativa de impedir que Vandal Savage (Casper Crump) destrua o mundo e o próprio tempo.

### Black Lightning(2018–2021)
Jefferson Pierce, que se aposentou de sua personalidade de super-herói, Raio Negro, há nove anos, depois de ver os efeitos que isso teve em sua família, é obrigado a se tornar um vigilante novamente quando o surgimento de uma gangue local chamada "Os 100" leva ao aumento do crime e da corrupção em sua comunidade.

### Batwoman(2019–2022)
Kate Kane deve superar seus próprios demônios antes de ser capaz de proteger as ruas de Gotham como Batwoman e se tornando seu símbolo de esperança. A partir da segunda temporada, depois do avião de Kate misteriosamente colidir e é acreditado que ela está morta, Ryan Wilder assume o manto de Batwoman.

## Webséries
| Série                     | Temporada | Temporada | Episódios | Lançamento original                    | Showrunner(s)                                     |
| ------------------------- | --------- | --------- | --------- | -------------------------------------- | ------------------------------------------------- |
| Vixen                     |           | 1         | 6         | 25 de agosto - 29 de setembro de 2015  | Greg Berlanti, Marc Guggenheim e Andrew Kreisberg |
| Vixen                     |           | 2         | 6         | 13 de outubro - 18 de novembro de 2016 | Greg Berlanti, Marc Guggenheim e Andrew Kreisberg |
| Freedom Fighters: The Ray |           | 1         | 6         | 8 de dezembro de 2017                  | Greg Berlanti and Marc Guggenheim                 |
| Freedom Fighters: The Ray |           | 2         | 6         | 18 de julho de 2018                    | Greg Berlanti and Marc Guggenheim                 |

### Vixen(2015-16)
Depois que seus pais foram mortos na África pela corrupção local, Mari McCabe (Megalyn Echikunwoke) herda o Tantu Totem de sua família, ganhando os poderes dos animais, utilizando-os para lutar como Vixen para parar ameaças como aquelas que sua família reivindicava.

### Freedom Fighters: The Ray(2017–18)
Raymond "Ray" Terrill é um repórter que ganha poderes baseados na luz após ser exposto a uma bomba luminosa genética. Ray descobre a bomba em sua investigação de um projeto secreto do governo que tenta controlar o poder da luz e transformá-la em uma arma. The Ray é um membro dos Freedom Fighters on Earth-X, um mundo no multiverso onde os nazistas venceram a Segunda Guerra Mundial.

## Elenco e personagens recorrentes
Lista de indicadores
- Esta tabela inclui membros do elenco principal, bem como convidados notáveis que aparecem cruzando duas diferentes séries.
- Uma célula cinza escuro indica o personagem não foi na temporada, ou que a presença do personagem na temporada ainda não foi anunciado.
- Um V  indica um papel de voz apenas.
- Um número ao lado do nome do personagem indica o personagem de um universo paralelo (ex: um 2  indica um personagem da Terra-2).

| Personagem                                 | Membro do elenco       | Séries de televisão | Séries de televisão | Séries de televisão | Séries de televisão | Séries de televisão | Séries de televisão | Séries de televisão | Webséries     | Webséries                 |  |
| Personagem                                 | Membro do elenco       | Arrow               | The Flash           | Supergirl           | Legends of Tomorrow | Black Lightning     | Batwoman            | Superman & Lois     | Vixen         | Freedom Fighters: The Ray |  |
| ------------------------------------------ | ---------------------- | ------------------- | ------------------- | ------------------- | ------------------- | ------------------- | ------------------- | ------------------- | ------------- | ------------------------- |  |
| Barry Allen Flash                          | Grant Gustin           | Recorrente          | Participação        | Participação        | Principal           |                     | Participação        |                     | RecorrenteV   |                           |  |
| Barry Allen Flash                          | Scott Whyte            |                     |                     |                     |                     |                     |                     |                     |               | RecorrenteV               |  |
| John Constantine                           | Matt Ryan              | Participação        | Participação        |                     | Principal           |                     | Participação        |                     |               |                           |  |
| Alex Danvers38                             | Chyler Leigh           | Participação        | Participação        | Principal           | Participação        |                     |                     |                     |               |                           |  |
| Kara Danvers Supergirl38                   | Melissa Benoist        | Participação        | Participação        | Principal           | Participação        |                     | Participação        |                     |               | RecorrenteV               |  |
| John Diggle Espartano                      | David Ramsey           | Principal           | Recorrente          | Participação        | Participação        |                     |                     |                     |               |                           |  |
| Dinah Drake Canário Negro                  | Juliana Harkavy        | Principal           | Participação        |                     | Participação        |                     |                     |                     |               |                           |  |
| Gideon                                     | Amy Pemberton          | ParticipaçãoV       |                     |                     | Principal           |                     |                     |                     |               |                           |  |
| Gideon                                     | Morena Baccarin        |                     | RecorrenteV         |                     |                     |                     |                     |                     |               |                           |  |
| Carter Hall Gavião Negro                   | Falk Hentschel         | Participação        | Participação        |                     | Principal           |                     |                     |                     |               |                           |  |
| Nate Heywood Cidadão Gládio                | Nick Zano              | Participação        |                     |                     | Principal           |                     |                     |                     |               |                           |  |
| Joe West                                   | Jesse L. Martin        |                     | Principal           | Participação        |                     |                     |                     |                     |               |                           |  |
| Cecile Horton                              | Danielle Nicolet       |                     | Principal           | Participação        |                     |                     |                     |                     |               |                           |  |
| Curtis Holt Senhor Incrível                | Echo Kellum            | Principal           |                     |                     | Participação        |                     |                     |                     |               | ParticipaçãoV             |  |
| Jefferson Jackson Nuclear                  | Franz Drameh           | Participação        | Participação        | Participação        | Principal           |                     |                     |                     | ParticipaçãoV |                           |  |
| J'onn J'onzz Caçador de Marte38            | David Harewood         | Participação        | Participação        | Principal           | Participação        |                     |                     |                     |               |                           |  |
| Kate Kane / Batwoman                       | Ruby Rose              | Participação        | Participação        | Participação        | Participação        |                     | Principal           |                     |               |                           |  |
| Clark Kent Superman38                      | Tyler Hoechlin         | Participação        | Participação        | Recorrente          | Participação        |                     | Participação        | Principal           |               |                           |  |
| Laurel Lance Canário Negro                 | Katie Cassidy          | Principal           | Participação        |                     | Participação        |                     |                     |                     | RecorrenteV   |                           |  |
| Laurel Lance Sereia Negra / Canário Negro2 | Katie Cassidy          | Principal           | Participação        |                     |                     |                     |                     |                     |               |                           |  |
| Quentin Lance                              | Paul Blackthorne       | Principal           | Participação        |                     | Participação        |                     |                     |                     |               |                           |  |
| Sara Lance Canário Branco                  | Caity Lotz             | Recorrente          | Participação        | Participação        | Principal           |                     | Participação        |                     |               |                           |  |
| Lois Lane                                  | Elizabeth Tulloch      | Participação        | Participação        | Participação        | Participação        |                     | Participação        | Principal           |               |                           |  |
| Sam Lane38                                 | Glenn Morshower        |                     |                     | Recorrente          |                     |                     |                     |                     |               |                           |  |
| Sam Lane38                                 | Dylan Walsh            |                     |                     |                     |                     |                     |                     | Main                |               |                           |  |
| Mari McCabe Vixen                          | Megalyn Echikunwoke    | Participação        |                     |                     |                     |                     |                     |                     | PrincipalV    | ParticipaçãoV             |  |
| Malcolm Merlyn Arqueiro Negro              | John Barrowman         | Principal           | Participação        |                     | Recorrente          |                     |                     |                     |               |                           |  |
| Mon-El38                                   | Chris Wood             |                     | Participação        | Principal           |                     |                     |                     |                     |               |                           |  |
| Nia Nal Sonhadora38                        | Nicole Maines          |                     |                     | Principal           | Participação        |                     |                     |                     |               |                           |  |
| Mar Novu Monitor                           | LaMonica Garrett       | Principal           | Principal           | Principal           | Principal           |                     |                     | Principal           |               |                           |  |
| Mobius Anti-Monitor                        | LaMonica Garrett       | Principal           | Principal           | Principal           | Principal           |                     |                     | Principal           |               |                           |  |
| Ray Palmer Átomo                           | Brandon Routh          | Recorrente          | Participação        | Participação        | Principal           |                     | Participação        |                     | RecorrenteV   |                           |  |
| Jefferson Pierce / Raio Negro              | Cress Williams         |                     | Participação        |                     | Participação        | Principal           |                     |                     |               |                           |  |
| Oliver Queen Arqueiro Verde                | Stephen Amell          | Principal           | Recorrente          | Participação        | Recorrente          |                     | Participação        |                     | RecorrenteV   |                           |  |
| Oliver Queen Arqueiro Verde                | Matthew Mercer         |                     |                     |                     |                     |                     |                     |                     |               | RecorrenteV               |  |
| Thea Queen Speedy                          | Willa Holland          | Principal           | Participação        |                     |                     |                     |                     |                     |               |                           |  |
| Cisco Ramon Vibro                          | Carlos Valdes          | Recorrente          | Principal           | Participação        | Participação        |                     |                     |                     | RecorrenteV   | ParticipaçãoV             |  |
| Rene Ramirez Cão Selvagem                  | Rick Gonzalez          | Principal           |                     |                     | Participação        |                     |                     |                     |               |                           |  |
| Mick Rory Onda Térmica                     | Dominic Purcell        | Participação        | Recorrente          | Participação        | Principal           |                     |                     |                     |               |                           |  |
| Kendra Saunders Mulher-Gavião              | Ciara Renée            | Participação        | Recorrente          |                     | Principal           |                     |                     |                     |               |                           |  |
| Felicity Smoak Observadora                 | Emily Bett Rickards    | Principal           | Recorrente          | Participação        | Participação        |                     |                     |                     | RecorrenteV   |                           |  |
| Mia Smoak Estrela Negra                    | Katherine McNamara     | Principal           | Participação        | Participação        |                     |                     | Participação        |                     |               |                           |  |
| Leonard Snart Capitão Frio                 | Wentworth Miller       |                     | Recorrente          |                     | Principal           |                     |                     |                     |               |                           |  |
| Caitlin Snow Nevasca                       | Danielle Panabaker     | Recorrente          | Principal           | Participação        | Participação        |                     |                     |                     |               | ParticipaçãoV             |  |
| Martin Stein Nuclear                       | Victor Garber          | Participação        | Recorrente          | Participação        | Principal           |                     |                     |                     | ParticipaçãoV |                           |  |
| Ray Terrill The Ray                        | Russell Tovey          |                     | Participação        | Participação        | Participação        |                     |                     |                     |               | PrincipalV                |  |
| Eve Teschmacher38                          | Andrea Brooks          |                     | Participação        | Principal           |                     |                     |                     |                     |               |                           |  |
| Eobard Thawne Flash-Reverso                | Tom Cavanagh           | Recorrente          | Principal           | Participação        | Participação        |                     |                     |                     |               |                           |  |
| Eobard Thawne Flash-Reverso                | Matt Letscher          |                     | Recorrente          |                     | Principal           |                     |                     |                     |               |                           |  |
| Harrison Wells                             | Tom Cavanagh           | Participação        | Principal           | Participação        | Participação        |                     |                     |                     |               |                           |  |
| Iris West-Allen                            | Candice Patton         | Participação        | Principal           | Participação        | Participação        |                     | Participação        |                     |               |                           |  |
| Nora West-Allen XS                         | Jessica Parker Kennedy |                     | Principal           | Participação        |                     |                     |                     |                     |               |                           |  |
| Wally West Kid Flash                       | Keiynan Lonsdale       |                     | Principal           | Participação        | Principal           |                     |                     |                     |               |                           |  |

Após a saída de Miller como regular durante a primeira temporada de Legend of Tomorrow, foi revelado que ele assinou um contrato com a Warner Bros. para tornar-se um personagem regular em qualquer uma das séries do Universo Arrow. O acordo foi inicialmente focada em Miller e seu personagem Leonard Snart aparecendo em The Flash e Legends of Tomorrow. Berlanti afirmou que o acordo da Miller era "o primeiro contrato não se aplica a apenas um show", acrescentando: "Em sucesso esperamos continuar com outros personagens encontrando seu caminho em todos os shows." Barrowman assinou um acordo semelhante ao Miller em julho de 2016, o que lhe permite continuar a ser um personagem regular na série Arrow, bem como em The Flash e Legends of Tomorrow, seguido por Cassidy, para sua personagem Laurel Lance.

## Crossovers

### Eventos crossover oficiais
Lista de indicadores
- Uma célular cinza indica que a série não fez parte do evento crossover.
- O número dentro do parênteses depois do título do episódio indica qual parte do crossover é, se não estiver claro de outra forma.

| Temporada da TV | Título do crossover          | Episódios | Episódios                                                        | Episódios                                                        | Episódios                                                                 | Episódios                                                        | Episódios       | Ref(s)                          |
| Temporada da TV | Título do crossover          | Arrow | The Flash                                                        | Supergirl                                                        | Legends of Tomorrow                                                       | Batwoman                                                         | Superman & Lois | Ref(s)                          |
| --------------- | ---------------------------- | --- | ---------------------------------------------------------------- | ---------------------------------------------------------------- | ------------------------------------------------------------------------- | ---------------------------------------------------------------- | --------------- | ------------------------------- |
| 2014–15         | "Flash vs. Arqueiro"         | Temporada 3, Episódio 8 "The Brave and the Bold" (2) | Temporada 1, Episódio 8 "Flash vs. Arrow" (1)                    |                                                                  |                                                                           |                                                                  |                 | [ 164 ]                         |
| 2014–15         | "Flash vs. Arqueiro"         | Em Central City, um meta-humano que usa as emoções das pessoas para roubar bancos, e faz o Flash ficar contra o Arrow. Então, em Starling City, os dois heróis enfrentam o Capitão Bumerangue. |                                                                  |                                                                  |                                                                           |                                                                  |                 | [ 164 ]                         |
| 2015–16         | "Heróis Juntando Forças"     | Temporada 4, Episódio 8 "Legends of Yesterday" (2) | Temporada 2, Episódio 8 "Legends of Today" (1)                   |                                                                  |                                                                           |                                                                  |                 | [ 180 ] [ 181 ]                 |
| 2015–16         | "Heróis Juntando Forças"     | O Flash e o Arqueiro Verde se juntam para derrubar Vandal Savage, que está procurando por Kendra Saunders e Carter Hall, as reencarnações da Mulher-Gavião e do Gavião Negro. Embora Legends of Tomorrow não faça parte efetivamente do crossover de 2015-16, os episódios de Arrow e The Flash deste evento estrelam uma série de personagens que se repetem na série. |                                                                  |                                                                  |                                                                           |                                                                  |                 | [ 180 ] [ 181 ]                 |
| 2015–16         | "Os Melhores do Mundo"       | |                                                                  | Temporada 1, Episódio 18 "Worlds Finest"                         |                                                                           |                                                                  |                 | [ 183 ] [ 184 ] [ 185 ] [ 186 ] |
| 2015–16         | "Os Melhores do Mundo"       | Flash atravessa uma fenda extra dimensional enquanto testa o acelerador de táquions, entrando no universo da Supergirl e do Superman. Ele se junta com a Supergirl para derrotar a Curto-Circuito e a Banshee Prateada, após isso, Supergirl o ajuda a retornar para seu univerrso. Embora não seja oficialmente parte do crossover, "Versus Zoom", o décimo oitavo episódio da segunda temporada de The Flash, apareceu Barry entrando e saindo da violação à Terra-38 entre dois momentos. |                                                                  |                                                                  |                                                                           |                                                                  |                 | [ 183 ] [ 184 ] [ 185 ] [ 186 ] |
| 2016-17         | "Invasão!"                   | Temporada 5, Episódio 8 "Invasion!" (2) | Temporada 3, Episódio 8 "Invasion!" (1)                          |                                                                  | Temporada 2, Episódio 7 "Invasion!" (3)                                   |                                                                  |                 | [ 31 ] [ 187 ] [ 188 ]          |
| 2016-17         | "Invasão!"                   | O Flash traz Supergirl de outro universo para ajudá-lo, o Arqueiro Verde e Legends of Tomorrow tem de enfrentar uma raça de invasores alienígenas chamados de Dominadores. |                                                                  |                                                                  |                                                                           |                                                                  |                 | [ 31 ] [ 187 ] [ 188 ]          |
| 2016-17         | "Duet"                       | | Temporada 3, Episódio 17 "Dueto"                                 |                                                                  |                                                                           |                                                                  |                 | [ 110 ] [ 189 ] [ 190 ] [ 191 ] |
| 2016-17         | "Duet"                       | Um crossover musical entre The Flash e Supergirl, onde o Flash e a Supergirl encaram Music Meister. O final do episódio "Star-Crossed" de Supergirl começa o crossover musical que principalmente ocorre durante "Duet". |                                                                  |                                                                  |                                                                           |                                                                  |                 | [ 110 ] [ 189 ] [ 190 ] [ 191 ] |
| 2017–18         | "Crise na Terra-X"           | Temporada 6, Episódio 8 "Crisis on Earth-X, Part 2" (2) | Temporada 4, Episódio 8 "Crisis on Earth-X, Part 3" (3)          | Temporada 3, Episódio 8 "Crisis on Earth-X, Part 1" (1)          | Temporada 2, Episódio 8 "Crisis on Earth-X, Part 4" (4)                   |                                                                  |                 | [ 192 ] [ 193 ]                 |
| 2017–18         | "Crise na Terra-X"           | Os amigos de Barry Allen e Iris West vão a Central City para comparecer ao seu casamento, somente para o evento ser interrompido por vilões da Terra-X. Embora Freedom Fighters: The Ray não tenha um episódio como parte do crossover de 2017–18, a série mais tarde explora The Ray, Terra-X, e outros personagens e conceitos vistos em "Crisis on Earth-X". |                                                                  |                                                                  |                                                                           |                                                                  |                 | [ 192 ] [ 193 ]                 |
| 2018–19         | "Elseworlds"                 | Temporada 7, Episódio 9 "Elseworlds, Parte 2" (2) | Temporada 5, Episódio 9 "Elseworlds, Parte 1" (1)                | Temporada 4, Episódio 9 "Elseworlds, Parte 3" (3)                |                                                                           |                                                                  |                 | [ 194 ] [ 195 ]                 |
| 2018–19         | "Elseworlds"                 | O doutor John Deegan, do Asilo Arkham, reescreve a realidade, a qual resulta em Oliver Queen e Barry Allen trocarem de vidas. Na nova realidade, eles são os únicos que sabem que algo está errado em suas vidas e possuem os poderes do outro, o que leva eles irem a Gotham City com a Kara Danvers / Supergirl confrontar Deegan. As personagens Batwoman, Nora Fries, Lois Lane, o Monitor e Pirata Psíquico são também introduzidos no Universo Arrow no crossover, que também estrela o retorno do Superman. |                                                                  |                                                                  |                                                                           |                                                                  |                 | [ 194 ] [ 195 ]                 |
| 2019–20         | "Crise nas Infinitas Terras" | Temporada 8, Episódio 8 "Crisis on Infinite Earths, Parte 4" (4) | Temporada 6, Episódio 9 "Crisis on Infinite Earths, Parte 3" (3) | Temporada 5, Episódio 9 "Crisis on Infinite Earths, Parte 1" (1) | Temporada 5, Episódio especial "Crisis on Infinite Earths: Part Five" (5) | Temporada 1, Episódio 9 "Crisis on Infinite Earths, Parte 2" (2) |                 | [ 38 ] [ 39 ] [ 196 ]           |
| 2019–20         | "Crise nas Infinitas Terras" | Continuando do crossover "Elseworlds". O evento de cinco horas durará dois meses, em vez de ser exibido em noites consecutivas, como nos cruzamentos anteriores, com três episódios sendo exibidos em dezembro de 2019 e dois em janeiro de 2020. O evento inclui personagens de vários filmes e séries de televisão da DC, juntamente com atores reprisando papéis do Universo Arrow, como Hoechlin e Shipp, mais uma vez aparecendo como Superman e um substituto Barry Allen / Flash. Kevin Conroy aparece como um velho Bruce Wayne, interpretando o personagem pela primeira vez em live action depois de dublá-lo em várias mídias, e Osric Chau foi introduzido como Ryan Choi. |                                                                  |                                                                  |                                                                           |                                                                  |                 | [ 38 ] [ 39 ] [ 196 ]           |
| 2021-22         | "Armageddon"                 | | Temporada 8, Episódios 1–5                                       |                                                                  |                                                                           |                                                                  |                 | [ 203 ]                         |
| 2021-22         | "Armageddon"                 | Uma poderosa ameaça alienígena empurra Barry Allen e o Team Flash aos seus limites, exigindo a ajuda de seus aliados para salvar o mundo. O evento ocorrerá nos primeiros cinco episódios da oitava temporada de The Flash, com vários atores do Arrowverse reprisando seus papéis, incluindo Javicia Leslie como Ryan Wilder / Batwoman, Brandon Routh como Ray Palmer / Atom, Cress Williams como Jefferson Pierce / Black Lightning, Chyler Leigh como Alex Danvers / Sentinela, Kat McNamara como Mia Queen / Arqueira Verde, Osric Chau como Ryan Choi, Tom Cavanagh como Eobard Thawne / Flash Reverso e Neal McDonough como Damien Darhk.                                       |                                                                  |                                                                  |                                                                           |                                                                  |                 | [ 203 ]                         |

Eventos de crossover anuais do Universo Arrow ocorreram desde a temporada de televisão de 2013–14, quando Barry Allen foi apresentado no oitavo episódio da segunda temporada de Arrow antes da estreia de The Flash. No ano seguinte, o oitavo episódio da terceira temporada de Arrow e a primeira temporada de The Flash formaram um evento de duas partes conhecido como "Flash vs. Arrow". Em janeiro de 2015, o presidente da The CW, Mark Pedowitz, disse que haveria um crossover do Universo Arrow a cada temporada. Na temporada de televisão de 2015-16, um evento de duas partes, "Heroes Join Forces", entre o oitavo episódio da quarta temporada de Arrow e a segunda temporada de The Flash foi usado para criar uma nova série em equipe, Legends of Tomorrow. Para a temporada de televisão de 2016–17, o crossover "Invasão!" incluiu The Flash, Arrow e Legends of Tomorrow, com o evento começando no final de Supergirl. Um verdadeiro crossover de quatro partes ocorreu na temporada de televisão de 2017-18 com "Crise na Terra-X", que também se ligou à websérie animada, Freedom Fighters: The Ray, e caracterizou personagens e conceitos dessa série. O crossover 2018-1919, "Elseworlds", incluiu Supergirl, The Flash e Arrow e viu a introdução de Batwoman antes de sua estreia em sua própria série. No final de "Elseworlds", foi revelado que o crossover da temporada de televisão de 2019-2020 seria "Crisis on Infinite Earths", um crossover de cinco partes com episódios de Supergirl, Batwoman, The Flash, Arrow e Legends of Tomorrow. Um crossover menor entre Superman & Lois e Batwoman irá ao ar em 2021. Personagens de outras séries também aparecerão.
Crossovers adicionais incluem "Worlds Finest", um episódio no qual Barry Allen viaja para a Terra da Supergirl pela primeira vez, e "Duet", um crossover musical com The Flash e Supergirl.

### Multiverso
Em outubro de 2014, Johns explicou que essa abordagem da DC para seus filmes e séries de televisão seria diferente ao universo cinematográfico da Marvel Studios, afirmando que o seu universo de filmes e universos de TV seriam mantidos separados dentro de um multiverso para permitir "todos a fazer o melhor produto possível, para contar a melhor história, para fazer o melhor do mundo." A segunda temporada de The Flash começou a explorar este conceito de multiverso, introduzindo a Terra-2, a qual figuram doppelgängers dos habitantes do Universo Arrow (Terra-1). No episódio "Welcome to Earth-2" de The Flash, vislumbres do multiverso são vistos, incluindo uma imagem da Supergirl estrelada por Melissa Benoist em Supergirl e uma imagem de John Wesley Shipp como o Flash da série de 1990, implicando que essas duas séries de televisão existem em Terras alternativas do Universo Arrow; Supergirl foi confirmado como uma Terra alternativa de The Flash no episódio crossover "Worlds Finest", e foi designado a Terra-38. Enquanto no crossover Elseworlds, a série The Flash de 1990 foi confirmada como outra Terra alternativa, designando-a Terra-90. Freedom Fighters: The Ray é definido na Terra-X.
O evento crossover de 2019 "Crisis on Infinite Earths", inspirado na história em quadrinhos de mesmo nome, destruiu todos os universos dentro do multiverso do Universo Arrow, tanto na tela quanto fora dela. Na época, o universo de maior número a ser referenciado era a Terra-898, embora o multiverso contivesse um número infinito de universos. O fim de "Crisis on Infinite Earths" viu a criação de um novo multiverso, mais notavelmente a no Terra-Prime, um mundo com habitantes da pré-crise da Terra-1, Terra-38 e da Terra do Raio Negro, combinando todos os as séries da The CW na época e avançando com todos eles em uma terra ficcional. Seis Terras adicionais dentro deste novo multiverso foram reveladas no crossover.
A participação especial de Ezra Miller como Barry Allen do DC Extended Universe em "Crisis on Infinite Earths" abriu mais possibilidades para crossovers entre os filmes da DC e do Universo Arrow. O presidente da DC Films, Walter Hamada, revelou antes de "Crise", que a DC foi estruturada de uma forma que a divisão de televisão que teve que liberar o uso de personagens com a divisão de filmes. Agora, a empresa poderia "realmente se inclinar para essa ideia [do multiverso] e reconhecer o fato de que pode haver um Flash na TV e um nos filmes, e você não precisa escolher um ou outro, e os dois existem neste multiverso." Berlanti concordou, sentindo que "avançando, há mais oportunidade de fazer mais coisas como esta".

### The Flash(1990–1991)
No episódio "Bem-vindo a Terra-2" (2016) de The Flash (série de TV de 2014), vislumbres do multiverso são vistos, incluindo uma imagem de John Wesley Shipp como o Flash da série de televisão de 1990, o que implica que a série existe em um Terra alternativa dentro do multiverso do Universo Arrow; Shipp reprisou seu papel como Barry Allen / The Flash da série de 1990 nos eventos anuais de crossover "Elseworlds" (2018), e "Crisis on Infinite Earths" ( 2019). Seu universo nativo foi designado Terra-90 no multiverso pré-crise.

### Crossovers de "Crise nas Terras Infinitas"
O evento de crossover de 2019 "Crisis on Infinite Earths" incorporou várias propriedades da DC Entertainment ao multiverso do Universo Arrow, incluindo aquelas que já haviam sido estabelecidas em séries e crossovers anteriores. As novas propriedades que apareceram em "Crisis on Infinite Earths" incluíam:
- Batman (série de televisão de 1966 a 1968): Burt Ward repete seu papel como um Dick Grayson idoso. Esta realidade é designada na Terra-66 no multiverso pré-crise.[197]
- Batman (filme de 1989): Robert Wuhl repete seu papel como Alexander Knox. Esta realidade é designada na Terra-89 no multiverso pré-crise.[197]
- Smallville (série de televisão de 2001-2011): Tom Welling e Erica Durance reprisam seus papéis como Clark Kent e Lois Lane, respectivamente. Esta realidade é designada na Terra-167 no multiverso pré e pós-crise.[198]
- Birds of Prey (série de televisão 2002–2003): Ashley Scott e Dina Meyer reprisam seus papéis como Helena Wayne / Caçadora e Barbara Gordon / Oráculo, respectivamente. Esta realidade é designada na Terra-203 no multiverso pré-crise.[199]
- Superman Returns (filme de 2006): Brandon Routh repete seu papel como Kal-El / Clark Kent / Superman, embora como uma versão envelhecida inspirada na história em quadrinhos O Reino do Amanhã. Esta realidade é designada na Terra-96 no multiverso pré e pós-crise.[53][198]
- Lanterna Verde (filme de 2011): Esta realidade é designada na Terra-12 no multiverso pós-crise.[53][224]
- Universo Estendido DC (franquia de filmes; 2013-presente): Ezra Miller repete seu papel como Barry Allen, embora seu universo não tenha sido designado.[225]
- Lucifer (série de televisão; 2016-presente): Tom Ellis repete seu papel como Lúcifer Morningstar. Esta realidade é designada na Terra-666 no multiverso pré-crise.[199]
- Titans (série de televisão; 2018-presente): Alan Ritchson, Curran Walters, Teagan Croft, Minka Kelly e Anna Diop aparecem em seus papéis como Henry "Hank" Hall / Rapina, Jason Todd / Robin, Rachel Roth, Dawn Granger / Columba, e Koriand'r / Kory Anders / Estelar, respectivamente, a partir de imagens de arquivo.[226][227][228] Esta realidade é designada na Terra-9 no multiverso pré e pós-crise.[53][197]
- Swamp Thing (série de televisão de 2019): Derek Mears aparece em seu papel como Alec Holland / Monstro do Pântano.[226] Esta realidade é designada na Terra-19 no multiverso pós-crise.[53]
- Doom Patrol (série de televisão; 2019-presente): April Bowlby, Diane Guerrero, Joivan Wade, Riley Shanahan e Matthew Zuk aparecem em seus papéis como Rita Farr, Jane, Victor "Vic" Stone / Ciborgue, Cliff Steele e Larry Trainor, respectivamente de imagens de arquivo.[226][228][229] Esta realidade é designada na Terra-21 no multiverso pós-crise.[53]
- Stargirl (série de televisão; 2020-presente): Brec Bassinger estreou como Courtney Whitmore / Stargirl,[230] ao lado de Yvette Monreal como Yolanda Montez / Pantera II, Anjelika Washington como Beth Chapel / Doutora Meia-Noite II, e Cameron Gellman como Rick Tyler / Homem-Hora II de imagens de arquivo de Stargirl.[226][231][232][233] Esta realidade é designada na Terra-2 no multiverso pós-crise.[53]

## Marketing
Em abril de 2015, para comemorar o final da terceira temporada de Arrow e o final da primeira temporada de The Flash, The CW divulgou um curta promocional intitulado "Superhero Fight Club". O curta apresenta personagens de Arrow e The Flash lutando entre si em um confronto herói vs vilão. Personagens como Arqueiro, Flash, Arsenal, Canário Negro, Merlyn, Capitão Frio, Onda Térmica, Nuclear, Ra's al Ghul, Flash Reverso e o Átomo em uma disputa na jaula. Em Setembro de 2016, The CW lançou o promo "Superhero Fight Club 2.0" para promover o início da temporada 2016-17 com a adição da Supergirl a sua grade, assim como seu novo aplicativo para celular, onde o promo podia ser visto com exclusividade ao iniciar. No Superhero Fight Club 2.0 aparece o Arqueiro Verde, o Flash, o Átomo, Nuclear, Canário Branco e Supergirl utilizando o novo simulador de luta criado por Cisco Ramon e Felicity Smoak, enquanto que Diggle e o Caçador de Marte observam. Depois de derrotar o simulador, Cisco libera o Grodd na arena para os heróis enfrentá-lo. Em janeiro de 2018, The CW lançou a promo "Suit Up", estrelando vários heróis colocando seus uniformes para promover o retorno de Arrow, The Flash, Legends of Tomorrow, e Supergirl da parada do mid-season, assim como a estreia de Black Lightning.

## Recepção

### Avaliações
| Série               | Temporada | Horário (ET)                                 | Episódios | Primeira exibição     | Primeira exibição      | Última exibição       | Última exibição        | Méd. audiência (em milhões) | Rank | Adultos de 18–49 anos (em milhões) |
| Série               | Temporada | Horário (ET)                                 | Episódios | Data                  | Audiência (em milhões) | Data                  | Audiência (em milhões) | Méd. audiência (em milhões) | Rank | Adultos de 18–49 anos (em milhões) |
| ------------------- | --------- | -------------------------------------------- | --------- | --------------------- | ---------------------- | --------------------- | ---------------------- | --------------------------- | ---- | ---------------------------------- |
| Arrow               | 1         | Quartas 20:00                                | 23        | 10 de outubro de 2012 | 4.14                   | 15 de maio de 2013    | 2.77                   | 3.68                        | 130  | 1.2 (125)                          |
| Arrow               | 2         | Quartas 20:00                                | 23        | 9 de outubro de 2013  | 2.74                   | 14 de maio de 2014    | 2.37                   | 3.28                        | 128  | (119)                              |
| Arrow               | 3         | Quartas 20:00                                | 23        | 8 de outubro de 2014  | 2.83                   | 13 de maio de 2015    | 2.83                   | 3.52                        | 135  | 1.3 (111)                          |
| Arrow               | 4         | Quartas 20:00                                | 23        | 7 de outubro de 2015  | 2.67                   | 25 de maio de 2016    | 2.19                   | 2.90                        | 145  | 1.1 (110)                          |
| Arrow               | 5         | Quartas 20:00                                | 23        | 5 de outubro de 2016  | 1.87                   | 24 de maio de 2017    | 1.72                   | 2.21                        | 147  | 0.8 (133)                          |
| Arrow               | 6         | Quintas 21:00                                | 23        | 12 de outubro de 2017 | 1.52                   | 17 de maio de 2018    | 1.35                   | 1.76                        | 181  | 0.6 (163)                          |
| Arrow               | 7         | Segundas 20:00 (1-17) Segundas 21:00 (18-22) | 22        | 15 de outubro de 2018 | 1.43                   | 13 de maio de 2019    | 0.95                   | 1.58                        | 172  | 0.5 (147)                          |
| Arrow               | 8         | Terças 21:00                                 | 10        | 16 de outubro de 2019 | 0.84                   | 28 de janeiro de 2020 | 0.73                   | 1.52                        | 120  | 0.6 (106)                          |
| The Flash           | 1         | Terças 20:00                                 | 23        | 7 de outubro de 2014  | 4.83                   | 19 de maio de 2015    | 3.87                   | 4.62                        | 118  | 1.7 (90)                           |
| The Flash           | 2         | Terças 20:00                                 | 23        | 6 de outubro de 2015  | 3.58                   | 24 de maio de 2016    | 3.35                   | 4.25                        | 112  | 1.7 (69)                           |
| The Flash           | 3         | Terças 20:00                                 | 23        | 4 de outubro de 2016  | 3.17                   | 23 de maio de 2017    | 3.04                   | 3.50                        | 120  | 1.4 (78)                           |
| The Flash           | 4         | Terças 20:00                                 | 23        | 10 de outubro de 2017 | 2.84                   | 22 de maio de 2018    | 2.16                   | 3.04                        | 151  | 1.1 (108)                          |
| The Flash           | 5         | Terças 20:00                                 | 22        | 9 de outubro de 2018  | 2.08                   | 14 de maio de 2019    | 1.53                   | 2.43                        | 153  | 0.9 (102)                          |
| The Flash           | 6         | Terças 20:00                                 | 19        | 6 de outubro de 2019  | 1.62                   | 12 de maio de 2020    | 1.08                   | 2.23                        | 113  | 0.8 (90)                           |
| Supergirl           | 1         | Segundas 20:00                               | 20        | 26 de outubro de 2015 | 12.96                  | 18 de abril de 2016   | 6.11                   | 9.81                        | 39   | 2.4 (27)                           |
| Supergirl           | 2         | Segundas 20:00                               | 22        | 10 de outubro de 2016 | 3.06                   | 22 de maio de 2017    | 2.12                   | 3.12                        | 129  | 1.0 (115)                          |
| Supergirl           | 3         | Segundas 20:00                               | 23        | 9 de outubro de 2017  | 1.87                   | 18 de junho de 2018   | 1.78                   | 2.82                        | 154  | 0.9 (125)                          |
| Supergirl           | 4         | Domingos 20:00                               | 22        | 14 de outubro de 2018 | 1.52                   | 19 de maio de 2019    | 1.07                   | 1.67                        | 169  | 0.5 (147)                          |
| Supergirl           | 5         | Domingos 21:00                               | 19        | 6 de outubro de 2019  | 1.26                   | 17 de maio de 2020    | 0.65                   | 1.58                        | 118  | 0.5 (113)                          |
| Legends of Tomorrow | 1         | Quintas 20:00                                | 16        | 21 de janeiro de 2016 | 3.21                   | 19 de maio de 2016    | 1.85                   | 3.16                        | 135  | 1.2 (104)                          |
| Legends of Tomorrow | 2         | Quintas 20:00 (1-8) Terças 21:00 (9-17)      | 17        | 13 de outubro de 2016 | 1.82                   | 4 de abril de 2017    | 1.52                   | 2.57                        | 141  | 0.9 (127)                          |
| Legends of Tomorrow | 3         | Terças 21:00 (1-9) Segundas 20:00 (10-18)    | 18        | 10 de outubro de 2017 | 1.71                   | 9 de abril de 2018    | 1.41                   | 2.24                        | 170  | 0.8 (137)                          |
| Legends of Tomorrow | 4         | Segundas 21:00 (1-8) Segundas 20:00 (9-16)   | 16        | 22 de outubro de 2019 | 1.00                   | 20 de maio de 2019    | 1.05                   | 1.49                        | 178  | 0.5 (147)                          |
| Legends of Tomorrow | 5         | Terças 21:00                                 | 14(+1)    | 21 de janeiro de 2020 | 0.72                   | 2 de junho de 2020    | 0.73                   | 1.35                        | 122  | 0.4 (122)                          |
| Black Lightning     | 1         | Terças 21:00                                 | 13        | 16 de janeiro de 2018 | 2.31                   | 17 de abril de 2018   | 1.68                   | 1.74                        | 160  | 1.0 (109)                          |
| Black Lightning     | 2         | Terças 21:00 (1-9) Segundas 21:00 (10-16)    | 16        | 9 de outubro de 2018  | 1.16                   | 18 de março de 2019   | 0.85                   | 0.97                        | 179  | 0.5 (147)                          |
| Black Lightning     | 3         | Segundas 21:00                               | 16        | 7 de outubro de 2019  | 0.89                   | 9 de março de 2020    | 0.55                   | 1.09                        | 130  | 0.4 (122)                          |
| Batwoman            | 1         | Domingos 20:00                               | 20        | 6 de outubro de 2019  | 1.86                   | 17 de maio de 2020    | 0.74                   | 1.61                        | 117  | 0.5 (113)                          |

### Resposta da crítica
| Série               | Temporada | Temporada | Rotten Tomatoes   | Metacritic      |
| ------------------- | --------- | --------- | ----------------- | --------------- |
| Arrow               |           | 1         | 85% (36 reviews)  | 73 (30 reviews) |
| Arrow               |           | 2         | 95% (12 reviews)  | —               |
| Arrow               |           | 3         | 90% (9 reviews)   | —               |
| Arrow               |           | 4         | 85% (10 reviews)  | —               |
| Arrow               |           | 5         | 88% (13 reviews)  | —               |
| Arrow               |           | 6         | 64% (7 reviews)   | —               |
| Arrow               |           | 7         | 88% (211 reviews) | —               |
| Arrow               |           | 8         | 91% (120 reviews) | —               |
| The Flash           |           | 1         | 93% (61 reviews)  | 75 (38 reviews) |
| The Flash           |           | 2         | 94% (24 reviews)  | 81 (4 reviews)  |
| The Flash           |           | 3         | 85% (23 reviews)  | 80 (4 reviews)  |
| The Flash           |           | 4         | 79% (19 reviews)  | —               |
| The Flash           |           | 5         | 94% (11 reviews)  | —               |
| The Flash           |           | 6         | 85% (5 reviews)   | —               |
| The Flash           |           | 7         | 95% (25 reviews)  | —               |
| Supergirl           |           | 1         | 92% (71 reviews)  | 75 (38 reviews) |
| Supergirl           |           | 2         | 92% (19 reviews)  | 81 (4 reviews)  |
| Supergirl           |           | 3         | 78% (15 reviews)  | —               |
| Supergirl           |           | 4         | 87% (7 reviews)   | —               |
| Supergirl           |           | 5         | 92% (8 reviews)   | —               |
| Supergirl           |           | 6         | 100% (5 reviews)  | —               |
| Legends of Tomorrow |           | 1         | 65% (36 reviews)  | 58 (27 reviews) |
| Legends of Tomorrow |           | 2         | 88% (10 reviews)  | —               |
| Legends of Tomorrow |           | 3         | 88% (8 reviews)   | —               |
| Legends of Tomorrow |           | 4         | 95% (94 reviews)  | —               |
| Legends of Tomorrow |           | 5         | 99% (13 reviews)  | —               |
| Legends of Tomorrow |           | 6         | 99% (13 reviews)  | —               |
| Black Lightning     |           | 1         | 96% (51 reviews)  | 79 (27 reviews) |
| Black Lightning     |           | 2         | 91% (10 reviews)  | —               |
| Black Lightning     |           | 3         | 100% (6 reviews)  | —               |
| Batwoman            |           | 1         | 80% (50 reviews)  | 59 (19 reviews) |
| Batwoman            |           | 2         | 89% (18 reviews)  | —               |
| Superman & Lois     |           | 1         | 88% (41 reviews)  | 64 (15 reviews) |

### Comentário
Depois do primeiro crossover Arrow/Flash, Brian Lowry da Variety falou sobre a série spin-off e o crossoverr, aplaudindo os produtores por replicar o sucesso de Arrow mas com "um tom mais leve" e "um herói com super poderes genuínos" em The Flash, e chamando o crossover um momento apropriado para todos os interessados para ter uma curta, mas bem merecida volta da vitória." Lowry também disse que o crossover "faz um trabalho habilidoso de reunir as duas séries, embora provavelmente não de uma maneira que possa aumentar a audiência compartilhada entre elas muito mais do que já existe." Meredith Borders do Birth.Movies.Death. chamou os episódios crossover "divertidos" e disse positivamente que "muito aconteceu que não era relacionado com um show e outro – e isso era uma coisa boa. Enquanto os episódios crossover estavam abertamente abertos para novos espectadores de The Flash ou Arrow (ou ambos, presumivelmente), com cada episódio embrulhado ordenadamente até o final de sua hora, várias coisas específicas da trama dos shows eram avançadas sem soletrar para os iniciantes. Novos espectadores para qualquer show podem acompanhar e se divertir, mas os telespectadores veteranos foram recompensados com um grande movimento de enredo"
Após o lançamento do primeiro trailer de Supergirl, Paul Tassi escreveu para a Forbes sobre por que achava que a série deveria ser mantida separada do Universo Arrow: Ele chamou o momento no final da terceira temporada de Arrow em que Barry Allen aparece brevemente, mas sai abruptamente desde então “Arrow precisa deixar seus próprios personagens resolverem seus problemas”, um “momento estranho” que mostra “as fissuras [que] se formam quando são apenas dois programas que têm que trabalhar juntos no regular”. Tassi então notou as complicações adicionais de adicionar Supergirl, dizendo: "Quanto mais programas você tem, quanto mais heróis você apresenta, mais difícil é ficar explicando porque eles não estão constantemente por perto para ajudar uns aos outros. Supergirl já tem esse problema embutido com Superman, que parece não ser uma presença regular no show, e tenho certeza que haverá muitas desculpas para explicar por que ele está muito ocupado para ajudar Supergirl a lutar em sua última batalha. Adicione Arrow, The Flash e a mitologia de Legends of Tomorrow, e provavelmente é muito para fazer malabarismos ... Eu acho que Supergirl merece ser lançada sem o Arrow e The Flash em seus ombros, e ter permissão de se encontrar antes de ser assimilada em um universo existente."
Com a estreia de Legends of Tomorrow, Alice Walker da ScreenRant discutiu como a série "prejudicou Arrow e The Flash", observando que a última exigiu configuração mínima quando foi desmembrada da anterior e tinha um elemento de mistério em torno de sua qualidade com "uma atitude de" esperar para ver"" do público, enquanto Legends foi recebido com muito entusiasmo muito antes de seu lançamento, levando a cada notícia a respeito de ser "divulgada e recebida com alarde - em detrimento dos outros programas envolvidos". Walker sentiu que o público, sabendo quais personagens apareceriam em Legends, e como, tirou "a emoção da história" da outra série, já que essas informações estragaram algumas de suas viradas na trama, incluindo a ressurreição de Sara Lance ou o fato de Ray Palmer "nunca poderia representar uma ameaça para o relacionamento de Oliver [Queen] e Felicity [Smoak], ou dirigir a Palmer Technologies a longo prazo, já que era amplamente conhecido que ele seria uma grande parte das Lendas." Além disso, o crossover anual Arrow / The Flash sofria por também tentar configurar Legends, o que era "pedir muito por causa das histórias já lotadas e acabou parecendo um exercício de sincronicidade, com os produtores plantando mais sementes do que podiam colher. O evento crossover não era mais uma forma divertida de contrastar os dois shows; agora tinha que servir ao propósito muito maior de criar um mundo inteiramente novo." Walker afirmou que a estreia de Legends "significa que Arrow e The Flash podem finalmente parar de dedicar tanto tempo e trama para estabelecer as bases para o spin-off, e começar a se concentrar nos fundamentos de seus próprios programas novamente."
Depois que o crossover "Elseworlds" provocou o a história da Crise nas Infinitas Terras. que seria adaptado no crossover de 2019, Mike Cecchini, do Den of Geek, declarou: "O Universo Arrow está se tornando o universo de super-heróis live-action mais intrincado e arriscado da história. Sim, está em pelo menos tão grande e louco (talvez até mais em alguns aspectos) do que o Universo Cinematográfico Marvel, e é melhor aproveitarmos enquanto o temos, porque é improvável que algum dia veremos esse amor louco da DC Comics na tela em um só lugar em uma vez novamente."

## Outras mídias

### Quadrinhos
| Título                          | Edições | Data(s) da publicação  | Data(s) da publicação | Escritor(es) | Artista(s) |
| Título                          | Edições | Primeira publicação    | Última publicação     | Escritor(es) | Artista(s) |
| ------------------------------- | ------- | ---------------------- | --------------------- | --- | --- |
| Arrow                           | 13      | 28 de novembro de 2012 | 23 de outubro de 2013 | - Andrew Kreisberg (#1–8) - Marc Guggenheim (#1–12, 0) | - Sergio Sandoval (#1–3, 5–6, 8, 10) - Jorge Jimenez (#1 – 3) - Mike Grell (#1–4, 6, 9–10) - Eric Nguyen (#4, 9) - Julian Totino Tedesco (#4) - Xermanico (#5–7, 10–11) - Omar Francia (#5, 8, 11) - Pol C Gas (#6; 8) - Victor Drujiniu (#6–8, 12) - Le Beau Underwood (#7, 9) - Allan Jefferson (#7, 9–12) - Juan Castro (#7–8, 12) - Jonas Trindade (#11–12) |
| Arrow: Season 2.5               | 12      | 8 de outubro de 2014   | 9 de setembro de 2015 | - Marc Guggenheim (#1–12) - Yuko Shimizu (#4) - Keto Shimizu (#5) | - Joe Bennett (#1–5; 7–12) - Jack Jadson (#2) - Craig Yeung (#3–5; 7–12) - Szymon Kudranski (#4–7) |
| The Flash: Season Zero          | 12      | 1 de outubro de 2014   | 2 de setembro de 2015 | - Andrew Kreisberg (#1–10) - Katherine Walczak (#4) - Brooke Eikmeier (#4) - Lauren Certo (#7–9) - Kai Wu (#7–9) - Phil Hester (#10) - Ben Sokolowski (#11) - Sterling Gates (#12) | - Eric Gapstur e Phil Hester (#1–4; 6–11) - Marcus To (#5; 10) - Ibrahim Mustafa (#12) |
| Arrow: The Dark Archer          | 12      | 13 de janeiro de 2016  | 15 de junho de 2016   | - John Barrowman - Carol Barrowman - Marc Guggenheim - Andrew Kreisberg | Daniel Sampere |
| Adventures of Supergirl         | 6       | 11 de maio de 2016     | 20 de julho de 2016   | Sterling Gates | - Bengal (#1) - Pop Mhan e Jonboy Meyers (#2) - Ray McCarthy e Emanuela Lupacchino (#3) - Carmen Carnero (#4) - Emma Vieceli (#5–6) - Cat Staggs (#5) |
| Crisis on Infinite Earths Giant | 2       | 15 de dezembro de 2019 | 19 de janeiro de 2020 | - Marv Wolfman - Marc Guggenheim | - Tom Derenick - Trevor Scott - John Kalisz - Andy Owens - Hi-Fi - Tom Grummett - Danny Miki - Chris Sotomayor |

### Livros

#### Novels
Em 23 de fevereiro de 2016, Titan Books lançou Arrow: Vengeance, um novel tie-in de Oscar Balderrama e Lauren Certo, que é centrado antes e durante a segunda temporada de Arrow, que detalha a origem de Slade Wilson, Isabel Rochev, e Sebastian Blood, e como eles, eventualmente, iriam colaborar entre si para enfrentar Oliver Queen / O Arqueiro como visto na série de televisão. Em 29 de novembro de 2016, Titan lançou The Flash: The Haunting of Barry Allen, um novel tie-in de Susan e Clay Griffith, que é centrado durante a segunda temporada de The Flash e a quarta temporada de Arrow, que detalha o que acontece após ele fechar a anomalia temporal que quase destruiu Central City, Barry, uma versão mais antiga de si mesmo, espancada e ferida, mas antes que ele possa falar, seu doppelganger desaparece. Barry então começa a experimentar falhas em seus poderes, momentos que o deixam imóvel e fantasmagórico durante as missões. Quando um grupo de seus piores vilões, incluindo Flautista, Mago do Tempo, e Peek-a-Boo, decidem se lançar em uma investida nele, então Barry decide buscar ajuda de seu aliado confiável, Oliver Queen / Arqueiro Verde. A história continua em Arrow: A Generation of Vipers, de Susan e Clay Griffith, que foi lançada pela Titan em 28 de março de 2017, que detalha o Time Flash e o Time Arrow trabalhando juntos para eliminar a energia bizarra que ameaça matar o Flash. Quando sua busca os leva até Markovia, eles devem passar por um exército de mercenários e assassinos para encarar o misterioso Conde Wallenstein.
Um quarto novel intitulado Arrow: Fatal Legacies foi lançado em janeiro de 2018. É co-escrito pelo produtor executivo de Arrow Marc Guggenheim e James R. Tuck, e ocorre entre a season finale da quinta temporada e a estreia da sexta temporada de Arrow. Um quinto novel, seguindo o vilão de The Flash Mago do Tempo na sua tentativa por vingança, foi lançado em maio de 2018. Escrito por Richard A. Knaak, o novel é intitulado The Flash: Climate Changeling.
Em maio de 2017, foi anunciado que a Abrams Books lançaria duas trilogias de romances de ensino médio para The Flash e Supergirl, escritos por Barry Lyga e Jo Whittemore, respectivamente. O primeiro desses romances, The Flash: Hocus Pocus, foi lançado em 3 de outubro de 2017. O romance se passa em uma linha do tempo alternativa onde o evento "Flashpoint" do programa nunca ocorreu, e The Flash deve lutar contra um vilão conhecido como Hocus Pocus que pode controlar as mentes e ações das pessoas. Uma sequência, The Flash: Johnny Quick foi lançado em 3 de abril de 2018, bem como um terceiro romance intitulado The Flash: The Tornado Twins lançado em 2 de outubro de 2018.
A segunda dessas trilogias começou em novembro de 2017, com Supergirl: Age of Atlantis. O romance apresenta Supergirl lidando com uma onda de novos superpoderosos em National City, bem como uma misteriosa criatura humanóide do mar capturada pelo DEO que é aparentemente atraída pelos novos superpoderes. Uma sequência, Supergirl: Curse of the Ancients, foi lançada em 1 de maio de 2018, com um terceiro romance, intitulado Supergirl: Master of Illusion, lançado em 8 de janeiro de 2019.
Em julho de 2017, uma terceira trilogia intitulada Crossover Crisis foi anunciada, com foco em crossovers entre personagens dentro do universo. O primeiro romance, The Flash: Green Arrow's Perfect Shot, foi lançado em 13 de agosto de 2019. Os últimos dois romances apresentarão Supergirl, Superman e as Lendas.

### Guias
O primeiro guia a ser lançado foi Arrow: Heroes and Villains de Nick Aires e publicado pela Titan Books, lançado em fevereiro de 2015. Descrito como "um companheiro" da série, o livro apresenta seções sobre os vários personagens da série, junto com descrições, planos de fundo, origens dos quadrinhos e "onde eles se encontram no final da segunda temporada de 'Arrow'."
Uma continuação de Heroes and Villains do mesmo autor e editora, intitulada 'Arrow: Oliver Queen's Dossier, foi lançada em outubro de 2016, durante a quinta temporada da série. O livro é apresentado como informações coletadas pelo Arqueiro Verde e Felicity Smoak ao longo de seus quatro anos de atividade. Incluídos no livro estão "notas manuscritas" e "relatórios policiais" sobre o Arqueiro Verde e aqueles que ele almeja.
Em maio de 2018, Titan Books e Aires lançaram um guia semelhante ao Dossiê de Oliver Queen, mas para sua série irmã, The Flash, da perspectiva de Cisco Ramon. S.T.A.R. Labs: Cisco Ramon's Journal apresenta "suas entradas de diário confidenciais, cobrindo tudo, desde seus designs de tecnologia, os vilões e outros heróis que a equipe encontra, os desafios pessoais da equipe e suas próprias habilidades de Vibro antes do Flashpoint."
Um segundo guia do The Flash foi lançado em novembro de 2018, desta vez publicado pela Abrams Books. The Secret Files of Barry Allen: The Ultimate Guide to the Hit TV Show apresenta as "notas ultrassecretas" do Flash, bem como "dossiês classificados do laboratórios S.T.A.R. sobre todos em Central City", um guia de episódios nas primeiras quatro temporadas do série e detalhes sobre a vida do Flash "nas próprias palavras de Barry."
Um guia semelhante para Supergirl foi lançado em março de 2019 pela mesma editora. Supergirl: The Secret Files of Kara Danvers: The Ultimate Guide to the Hit TV Show apresenta "perfis detalhados sobre personagens e superpoderes, uma galeria de heróis e vilões, guia de episódios e muito mais" das três primeiras temporadas da série.

### Tie-in promocionais

#### Blood Rush
Em 6 de novembro de 2013, uma série de curtas de seis episódios, intitulada Blood Rush, estreou junto com a transmissão do programa, bem como online. A série, que foi apresentado pela Bose, e apresenta publicidade indireta para os produtos da Bose, foi filmada nas locações em Vancouver, semelhante do programa principal. A minissérie apresenta Emily Bett Rickards, Colton Haynes e Paul Blackthorne reprisando seus papéis de Felicity Smoak, Roy Harper e Quentin Lance, respectivamente. Os episódios ambientados no decorrer da segunda temporada da série de televisão, mostram Roy indo a Queen Consolidated para ter um encontro com Oliver. Quando ele está fora, Felicity diz a Roy para esperar no saguão. Enquanto Roy sai, o policial Lance liga para Felicity, dizendo a ela que a amostra de sangue que a polícia de Starling City encontrou no vigilante, que Felicity destruiu, ressurgiu. Felicity então liga para Roy, usando o codificador de voz de Oliver, pedindo-lhe que entre no laboratório para recuperar a amostra. Felicity guia Roy pelo laboratório, onde ele consegue recuperar a amostra. Quando Roy está saindo, os médicos entram na sala, aparentemente prendendo-o. Ele notifica Felicity, que então invade o sistema de PA do prédio, e emite um aviso de evacuação, dando a Roy a chance de escapar. Roy sai da sala antes que ele entre na trava e consegue evitar dois guardas com a ajuda de Felicity e sair do laboratório. Roy retorna à Queen Consolidated, e Felicity se oferece para enviar a amostra adquirida para Roy quando ele for se encontrar com Oliver.

#### Chronicles of Cisco: Entry 0419
Em 19 de abril de 2016, uma série de curtas de quatro episódios, intitulada Chronicles of Cisco, estreou na AT&T. A série apresenta Valdes e Britne Oldford reprisando seus papéis como Cisco Ramon e Peek-a-Boo, respectivamente. Passado na segunda temporada da série de televisão, a série mostra a Cisco tentando tornar o traje Flash à prova de balas e odor corporal. Enquanto trabalhava nisso, ele recebe um alerta Meta-Humano tarde da noite dentro dos Laboratórios S.T.A.R. e descobre que o Peek-a-Boo disparou o alerta. Ela veio para os Laboratórios S.T.A.R. para fazer a Cisco criar uma arma para ela, como fez para Patinadora Dourada, Capitão Frio e Onda Térmica. Quando ele não coopera, ela atira nele. Cisco sobrevive ao tiro, percebendo que o refrigerante de laranja que ele derramou em sua camisa foi o catalisador que faltava para sua fórmula à prova de balas. Cisco tenta trazer o Peek-a-Boo de volta ao pipeline, mas ela o tranca na cela. Cisco é então visto sendo acordado devido a uma ligação de Barry. Ele acredita ter sonhado toda a experiência, até encontrar a bala que o atingiu no chão.

#### Stretched Scenes
Em 14 de novembro de 2017, uma série de curtas de três episódios, conhecidos como "Stretched Scenes", foi lançado. A série, apresentada pela Microsoft Surface, estrela Hartley Sawyer, Danielle Panabaker, e Candice Patton como Ralph Dibny, Caitlin Snow, e Iris West, respectivamente. Definido durante a quarta temporada da série, apresenta Dibny como ele continuamente incomoda Caitlin e Iris por sua ajuda, ou por atenção. Os curtas estrearam online, assim como, durante os intervalos comerciais dos episódios "When Harry Met Harry...", "Therefore I Am", e "Don't Run".

### Série de áudio
O estúdio de áudio Serial Box está desenvolvendo uma série de áudio baseado no Universo Arrow, intitulada The Flash: Rogues. A série apresentará Lex Luthor alterando a linha do tempo para transformar o Flash, Arqueiro Verde, Canário Branco e Supergirl em mal, enquanto seus amigos tentam corrigir a linha do tempo. Atualmente, a série tem oito episódios planejados.